# Sockel M
Sockel M bezeichnet eine elektrische Prozessorschnittstelle für Intels Mobilprozessoren der Baureihen Core Solo, Core Duo, Core 2 Solo, Core 2 Duo sowie für die Yonah- bzw. Merom-basierten Budgetprozessoren der Celeron-M- und Pentium-Dual-Core-Reihe. Der mechanische Prozessorsockel ist unter der Bezeichnung mPGA478MT bekannt. Es existieren auch Mainboards, die den mechanisch kompatiblen Prozessorsockel mPGA479M des Sockel 479 verwenden. Seit dem zweiten Halbjahr 2007 wird er durch den Sockel P abgelöst, bleibt aber zunächst für die ULV-Prozessoren der Intel-Core-2-Solo-Reihe erhalten, da die ersten Chipsätze für Sockel P mehr Leistung aufnehmen als die letzten Chipsätze für den Sockel M.
Der Sockel M ist der Nachfolger des Sockel 479. Ein Prozessor für Sockel M passt zwar mechanisch in einen Sockel 479, weist aber eine abweichende Pin-Belegung auf und ist damit elektrisch nicht kompatibel zu Mainboards, die für Sockel 479 Prozessoren ausgelegt sind. Auch zu Desktop-Prozessoren für Sockel 478 ist Sockel M trotz der gleichen Pin-Anzahl weder mechanisch noch elektrisch kompatibel.